# Кентай
Кента́й (каз. Кентай) — село у складі Меркенського району Жамбильської області Казахстану. Входить до складу Акерменського сільського округу.
У радянські часи село називалося Ферма № 2 совхоза Меркенський.
Населення — 648 осіб (2021; 656 у 2009, 649 у 1999, 637 у 1989).